# Renoncule aquatique
Ranunculus aquatilis
Espèce
Classification phylogénétique
Statut de conservation UICN

 LC  : Préoccupation mineure
La renoncule aquatique (Ranunculus aquatilis) est une espèce de plantes à fleurs de la famille des Renonculacées. C'est une plante herbacée vivace ayant une répartition holarctique.
Ses tiges et ses feuilles forment des tapis à la surface des eaux stagnantes, qui sont son habitat de prédilection. Elle possède des fleurs blanches à cœurs jaunes qui fleurissent de mai à juillet. Elle vit à une profondeur de 60 centimètres environ.

## Synonymes
Selon BioLib (27 avril 2024) :
- Batrachium aquatile (L.) Dumort.
- Batrachium radians (Revel) Dumort.

## Description

### Caractéristiques
Organes reproducteurs
- Couleur dominante des fleurs : blanc
- Période de floraison : avril-juillet selon Tela Botanica[2]
- Inflorescence : racème simple
- Sexualité : hermaphrodite
- Ordre de maturation : protogyne
- Pollinisation : entomogame, autogame

Graine
- Fruit : akène
- Dissémination : hydrochore

Habitat et répartition
- Habitat type : herbiers vivaces enracinés dulcaquicoles européens, des eaux stagnantes peu profondes méso à eutrophiles.

Données d'après : Julve, Ph., 1998 ff. - Baseflor. Index botanique, écologique et chorologique de la flore de France. Version : 23 avril 2004.

## Aire de répartition
Holarctique (Régions tempérées de tout l'hémisphère boréal)

### Galerie de photographies

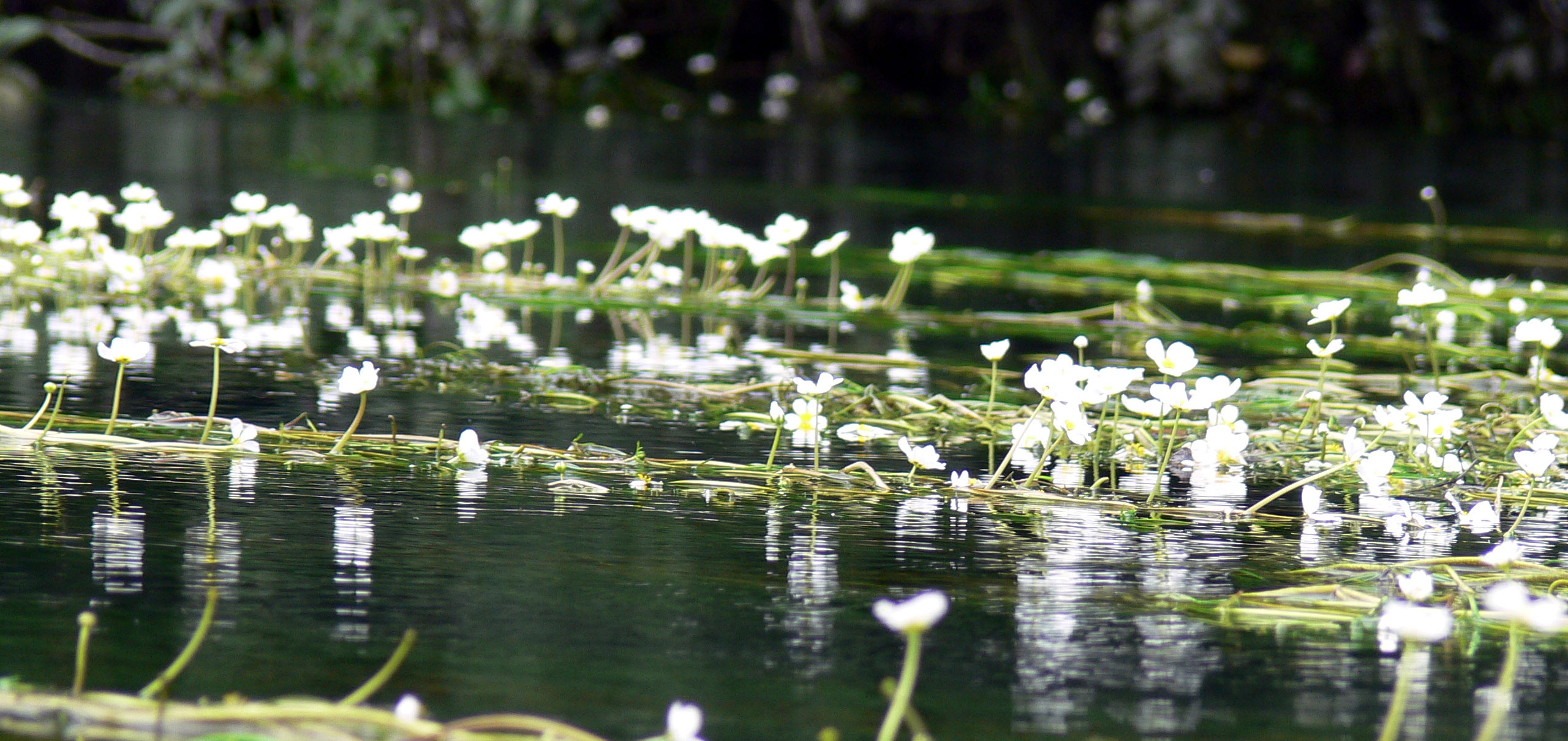
Ranunculus aquatilis dans son biotope (vallée du Rhin).
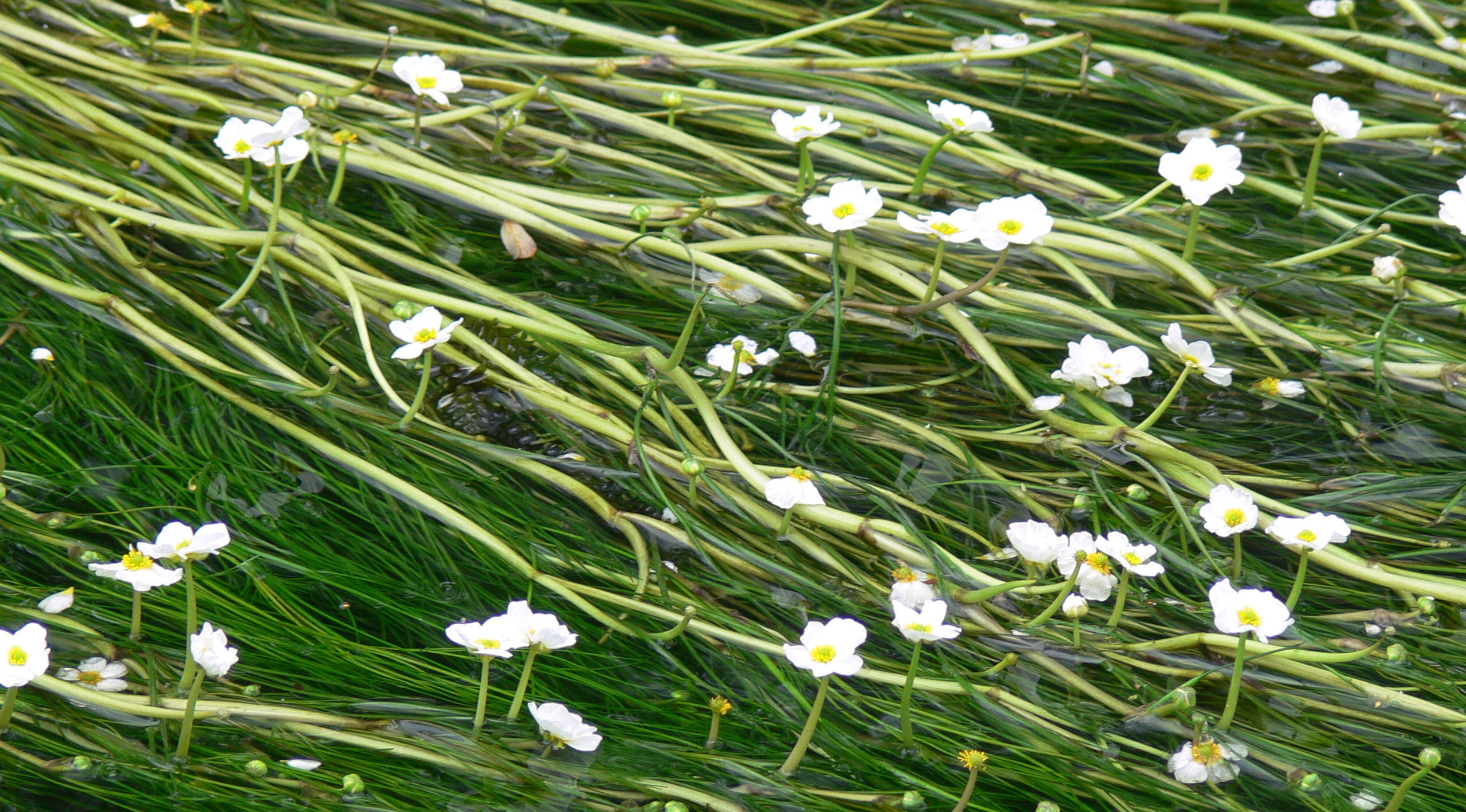
Ranunculus aquatilis (vallée du Rhin).
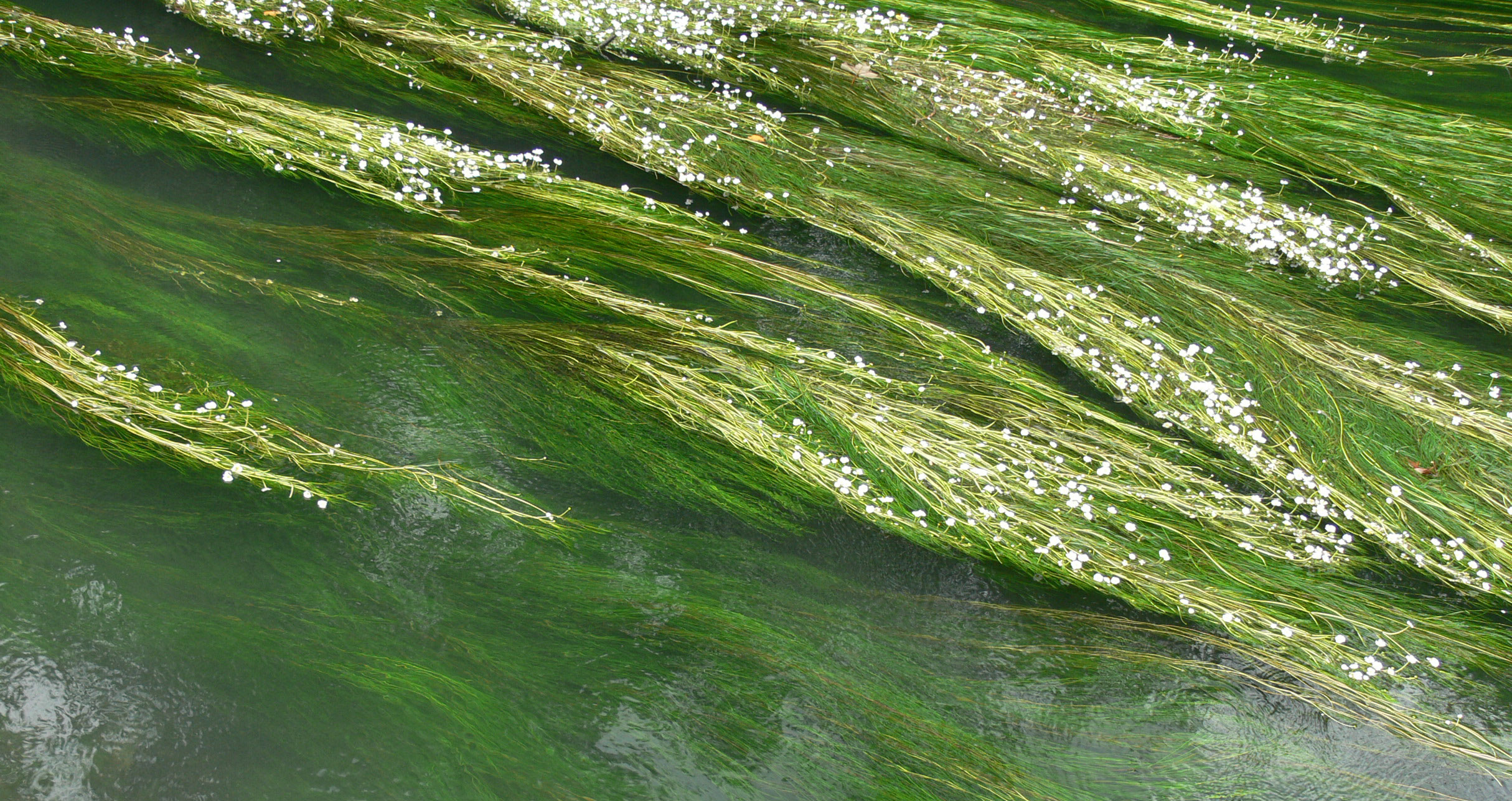
Ranunculus aquatilis (vallée du Rhin).
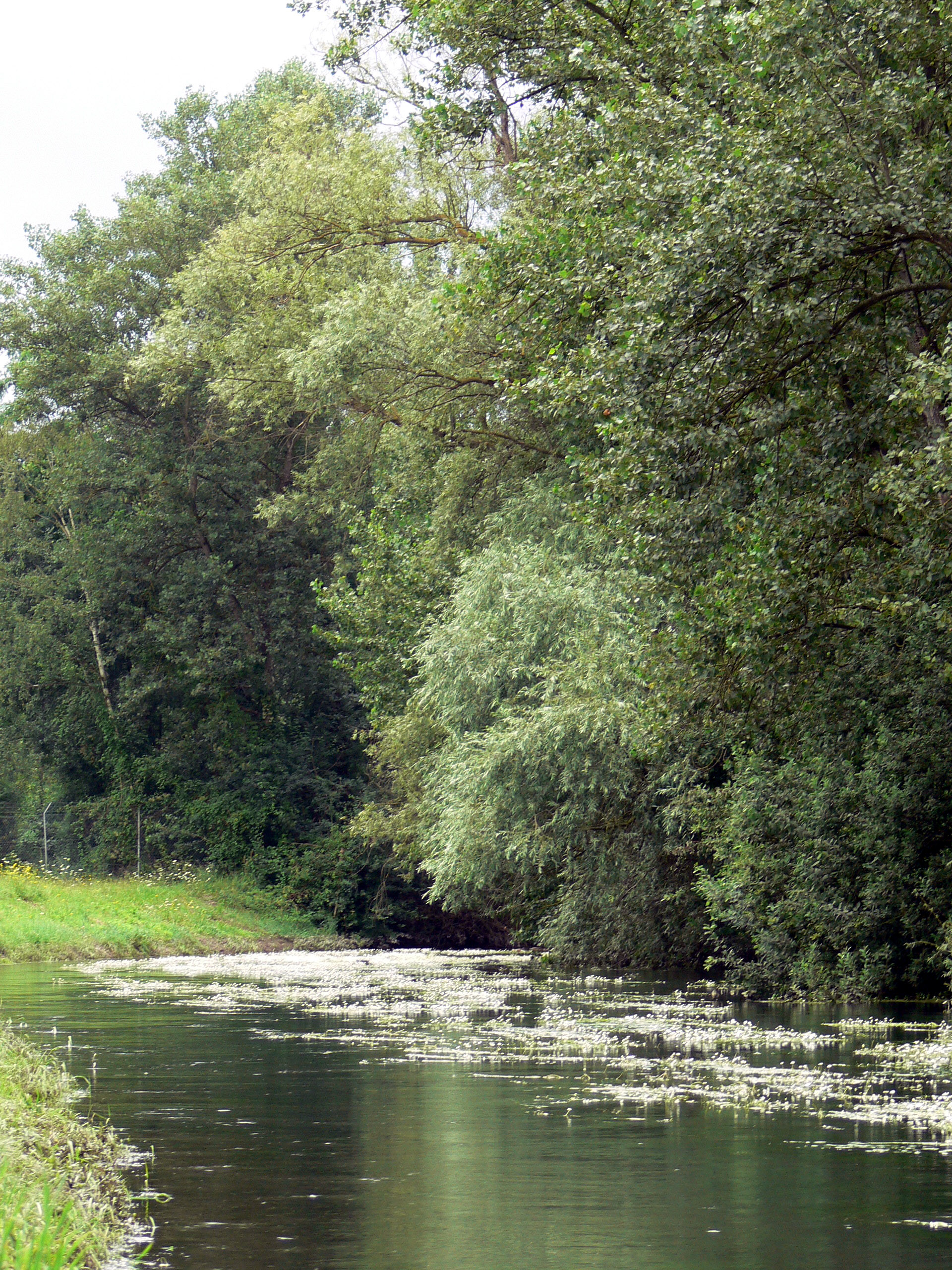
Ranunculus aquatilis (vallée du Rhin).
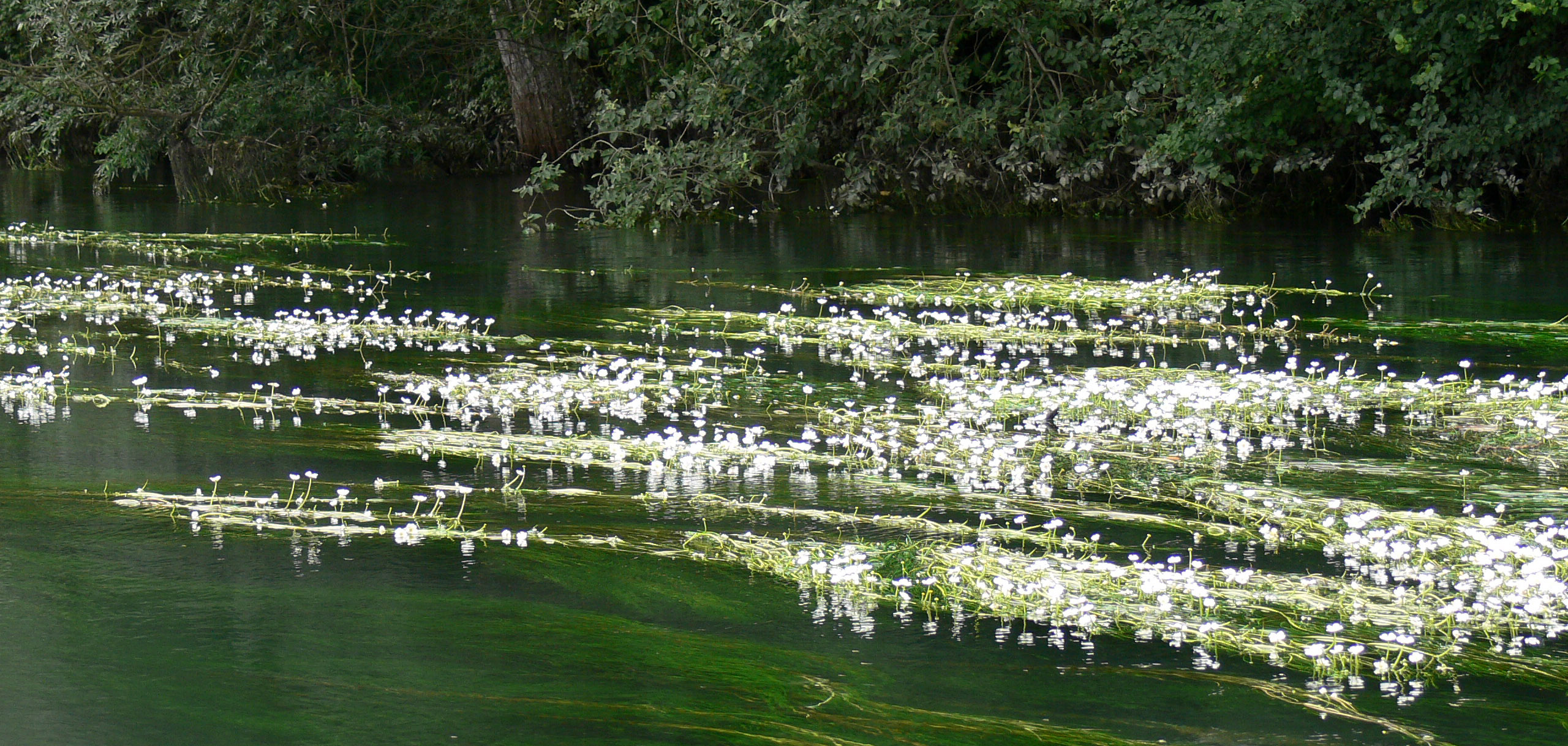
Ranunculus aquatilis (vallée du Rhin).
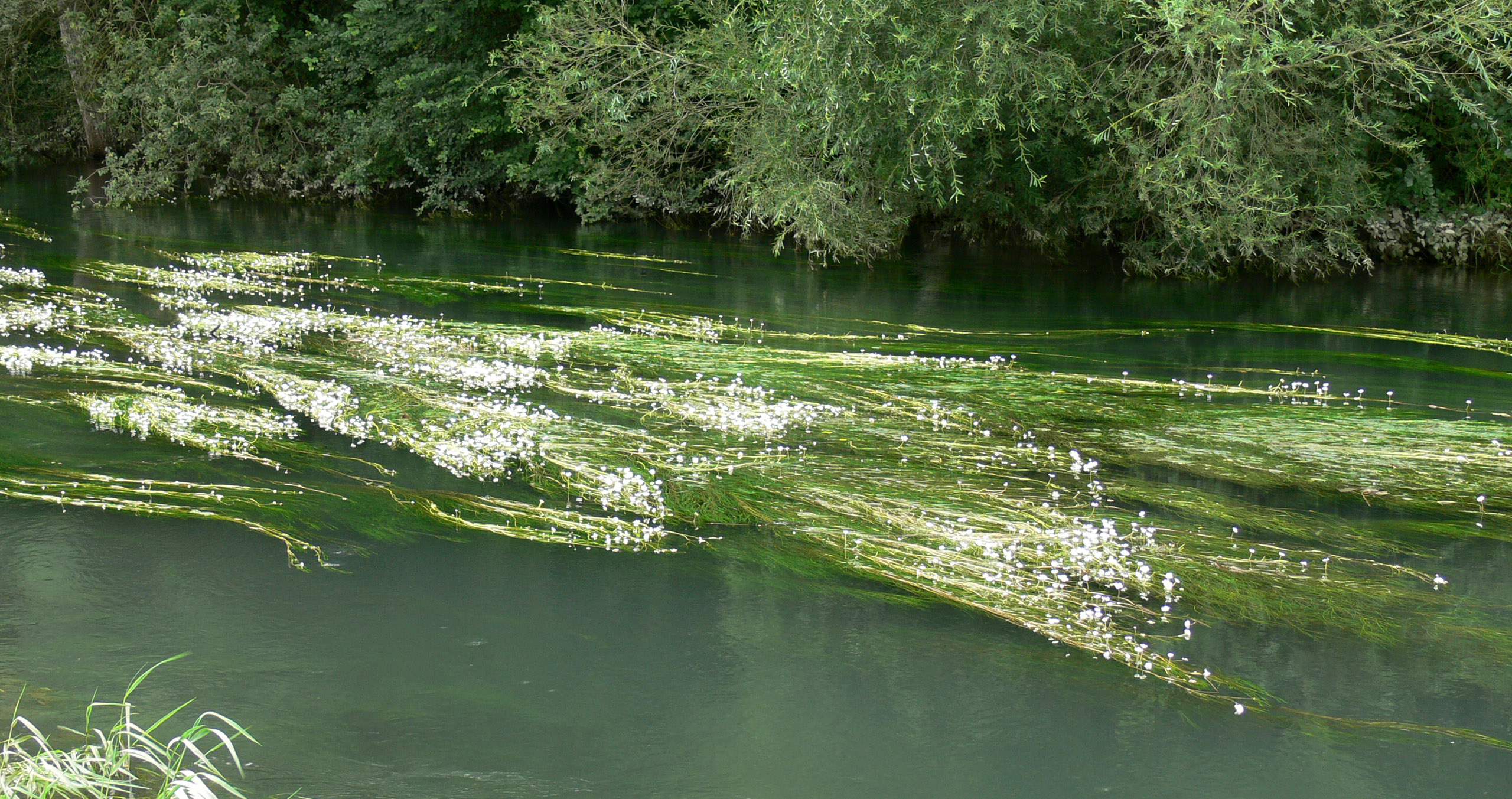
Ranunculus aquatilis (vallée du Rhin).
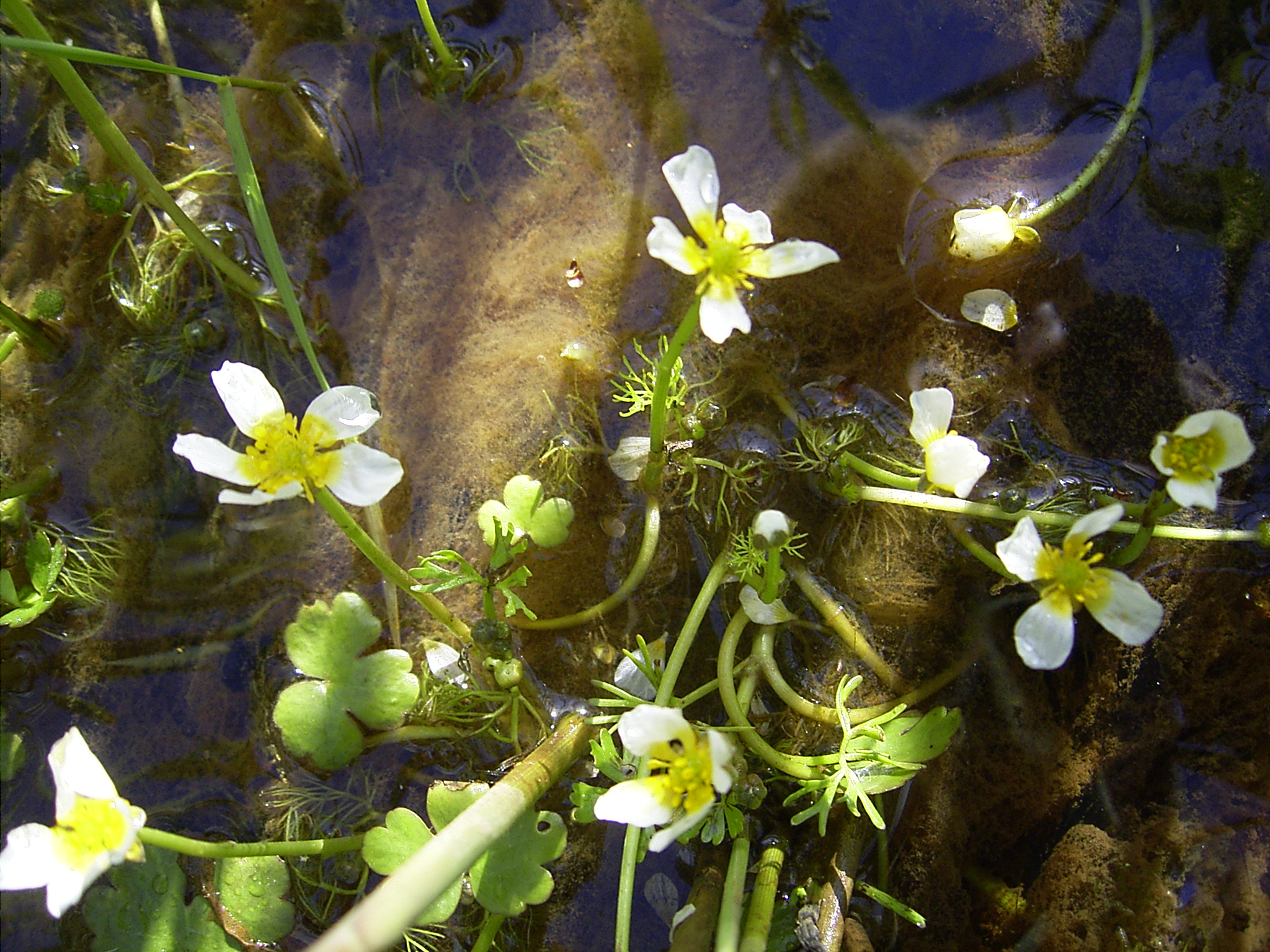
Fleurs.